# 情牵南苑
《情牵南苑》（Age Of Glory）是马来西亚电视台ntv7和马来西亚制作公司Double Vision联合制作的马来西亚剧集。此剧由香港骄阳一姐吴天瑜，以及马来西亚ntv7主持人戴倩云和一姐王淑君主演。吴天瑜的角色原本打算由谢丽萍主演，但因種種理由，而换上吴天瑜。
本剧讲述六十年代的舞女（吴天瑜）、妈姐（王淑君）和一个歌女（戴倩云）发生在南苑（吉隆坡中华游艺场，现在的金河广场）中的奋斗和爱情故事。

## 故事大纲
林玉兰（吴天瑜饰）是来自一个封建家庭的女人，一直以来对父亲重男轻女的心态不满，自从其姐姐林玉桃（叶丽仪饰）被父亲强逼嫁入饶家后更加讨厌父亲的所作所为。她认识了阿生（叶良财饰），两人互生情感，两人决定到吉隆坡生活。玉兰还以为是幸福的开始，可是，原来阿生是一位吃、喝、嫖、赌的臭男人。阿生还欠了高利贷一笔钱，高利贷看中了玉兰的美色，阿生最终把玉兰卖掉，要玉兰下海当舞女。
阿生变本加厉，某天意外杀了人被警方逮捕，锒铛入狱。从那一刻开始，玉兰没有了爱情、亲人，也没有了家，为了生活，唯有继续当舞女。中华游艺场是一个五光十色的地方，玉兰就在里面的其中一间夜总会当舞女。玉兰不想记住太多的往事，她就连自己也想忘掉，因此改了一个名字叫玫瑰，在欢场里如鱼得水，成为舞女中的红牌小姐，并与负责服侍自己的妈姐陈梅（王淑君饰）以及歌女黄淑娟（戴倩云饰）结义金兰。三个来自不同背景的女人姐妹情深，却同样陷入错综复杂、悲喜交集的爱情风波，历尽人间冷暖，成为旧时代的悲剧人物。

## 演员表

### 主要演员
| 演员   | 角色        | 职业/关系 |
| 吴天瑜 | 林玉兰 玫瑰 | 南苑舞女 南苑妈妈桑 南苑经理 黄淑娟知己 陈梅知己 林玉桃妹妹 林玉梅姐姐 碧霞姐唯一的好友 刘冠生前女友 何富贵情人 罗宾前秘密情人 陈四妹女儿 Susan姐好友 |
| 戴倩云 | 黄淑娟      | 南苑歌女 玫瑰知己 陈梅知己 何宝生妻子 房天送心仪对象 安琪情敌                                                                                         |
| 王淑君 | 陈 梅       | 妈姐 玫瑰知己 黄淑娟知己 谢旺才前女友 |
| 李洺中 | 何富贵      | 玫瑰情人 月虹丈夫 |
| 叶良财 | 张冠生      | 林玉兰前男友 Susan姐秘密情人 罗娜秘密情人 |
| 蔡可立 | 何宝胜      | 黄淑娟丈夫 何保杰弟弟 宝珠小叔 安琪青梅竹马好友 安琪上司 安琪秘密情人                                                                                 |
| 谢佳剑 | 谢旺才      | 陈梅丈夫 欧阳珊珊前丈夫 |

### 其他演员
| 演员       | 角色     | 职业/关系                                               |
| 叶丽仪     | 林玉桃   | 蔡振栋前女友 饶国富妻子 林玉兰和林玉梅姐姐 陈四妹女儿   |
| 甘家旗     | 蔡振栋   | 林玉桃前男友                                            |
| 黄志强     | 房天送   | 黑社会老大 黄淑娟追求者                                 |
| 谢雯惠     | 欧阳珊珊 | 欧阳集团总经理 谢旺才前妻子                             |
| 林冰冰     | 林玉梅   | 林玉桃和林玉兰妹妹 陈四妹女儿 朱小安的同学/女友         |
| 张顺源     | 朱小安   | 林玉梅的同学/男友                                       |
| 林秀婷     | 安 琪    | 何宝胜青梅竹马好友 何宝胜下属 何宝生秘密情人 黄淑娟情敌 |
| Janet Khoo | 碧霞姐   | 南苑舞女 林玉兰好友                                     |
| 苏珈仪     | 罗 娜    | 南苑舞女 罗宾秘密情人 彼得秘密情人 张冠生秘密情人       |
| 蔡谋团     | 彼 得    | 南苑前经理 罗娜秘密情人                                 |
| 温绍平     | 罗 宾    | 南苑前经理 罗娜秘密情人 玫瑰前秘密情人                  |
| 胡玉枝     | 陈四妹   | 林玉兰，林玉桃，林玉梅母亲                              |
| 张永华     | 何保杰   | 何宝生哥哥 宝珠丈夫                                     |
| 黎艳琼     | 宝 珠    | 何保杰妻子 何宝生大嫂                                   |
| 张善熙     | Susan姐  | 南苑舞女 林玉兰好友 张冠生秘密情人                      |
| 崔月欢     | 月 虹    | 何富贵妻子                                              |
| 阙爱芳     | 小 香    | 马姐                                                    |

## 收视率
《情牵南苑》取得了14点的收视率，观眾高达80万人次，不但贏得好口碑，更打破近年來本地中文電視劇首播收視率的點數。这部剧集现今已成为马来西亚的城中话题，女主角吴天瑜的经理人公司骄阳电影的母公司香港有线电视有意收购此剧，在当地播放。

## 参阅
1. ↑  . ent.sinchew-i.com（星洲日报）. 2008-06-09  [2007-07-01]. （原始内容存档于2012-02-19）.
2. ↑  . 东方日报. 2008-06-30  [2007-07-01]. （原始内容存档于2011-07-21）.